# Panem et circenses
Panem et circenses (letteralmente «pane e [giochi] circensi») è una locuzione latina, usata nell'antica Roma per sintetizzare le aspirazioni della plebe, o, in epoca contemporanea, in riferimento a strategie politiche demagogiche.
La citazione appartiene al poeta latino Giovenale:
(Giovenale, Satira X)

## Storia
Giovenale, grande autore satirico, amava descrivere l'ambiente in cui viveva, in un'epoca nella quale chi governava si assicurava il consenso popolare con regolari distribuzioni di grano (panem), a volte integrate con elargizioni economiche a cui avevano diritto circa 200.000 cittadini di Roma e con l'organizzare diversi grandiosi spettacoli pubblici (circenses) quali le tremende lotte dei gladiatori e i crudeli combattimenti con animali e soprattutto le corse dei carri tirati da cavalli che si svolgevano  in apposite gigantesche strutture come il Circo Massimo e il Colosseo .
La pratica di distribuire grano gratuitamente o a prezzi inferiori a quelli di mercato (frumentationes) era iniziata ai tempi della Repubblica regolata dalle lex frumentaria. Anche nei periodi successivi elargizioni di cibo furono fatte da magistrati o da chi volesse fare carriera politica curando in particolare gli spettacoli. Marco Terenzio Varrone Lucullo nel 79 a.C. da semplice edile curò giochi sfarzosi e sei anni dopo fu il presentatore di una generosa lex frumentaria. Nel 58 a.C. il tribuno Clodio fece approvare la Lex Clodia Frumentaria, una delle Leges Clodiae, con cui stabilì che la distribuzione gratuita del grano fosse a carico dell’erario pubblico. Gaio Giulio Cesare ridusse il numero di beneficiari da 320.000 a 150.000, che divennero 200.000 con Augusto.
Sotto l'Impero Roma giunse ad importare 3,5 milioni di quintali di frumento, per l'epoca quantità impegnativa. Si potrebbe sostenere che l'organizzazione politica dell'Impero fu modulata sulle due esigenze di rifornire di frumento la capitale e le legioni di stanza ai confini. L'immensa quantità del frumento importato da Roma proveniva da più province, Sicilia, Sardegna, province asiatiche e africane, ma il perno dell'approvvigionamento era l'Egitto, che soddisfaceva oltre metà del fabbisogno. Anche quando il trasporto era affidato a imprenditori privati, solo il controllo statale (guerra ai pirati, organizzazione dei siti di sbarco e stoccaggio ecc.) poteva permettere un tale risultato.
Per estensione, la locuzione è stata poi usata, soprattutto in funzione critica, per definire l'azione politica di singoli o gruppi di potere volta ad attrarre e mantenere il consenso popolare mediante l'organizzazione di spettacoli  e attività ludiche collettive come le terme, o ancor più specificatamente a distogliere l'attenzione dei cittadini dalla vita politica, in modo da lasciarla alle élite. Con intenzione simile, si è usata l'espressione Feste, farina e forca per definire la vita nella Napoli del periodo borbonico, in cui all'uso di feste pubbliche e di distribuzioni di pane si accompagnava la pratica di numerose impiccagioni pubbliche come dimostrazione della capacità del potere politico di assicurare il mantenimento della legalità.
L'espressione Panem et Circenses alludeva ad un meccanismo di potere influentissimo sul popolo romano, era la formula del benessere popolare e quindi politico; un vero strumento in mano al potere per far cessare i malumori delle masse, che con il tempo ebbero voce proprio nei luoghi dello spettacolo. Questa locuzione ("Panem et Circenses") viene anche usata per indicare il modo di parlare nell'età romana.

## Citazione completa[4]
(latino)
«... (populus) iam pridem, ex quo suffragia nulli / 
uendimus, effudit curas; nam sie dabat olim / 
imperium, fascio littorio, legiones, omnia, nunc se / 
continet atque duas tantum res anxius optat, / 
Panem et circenses»

(italiano)
«... ormai, da quando non si vendono più voti, 
(il popolo) ha perso ogni interesse; 
un tempo attribuiva tutto lui, poteri, fasci, legioni; 
adesso lascia fare, spasima solo per due cose: 
pane e giochi»
(Giovenale, Satira X, 77-81)